# 등치선

등치선

등치선(等値線)은 지도 상에서 같은 값을 가지는 점을 선으로 이은 것이다. 일정 간격으로 같은 값을 가지는 점을 등치선으로 이은 지도를 등치선도(等値線圖)라고 하며, 시각적으로 분포를 파악하기 쉽다.

## 등온선
등온선(等溫線)은 같은 온도를 지니는 지도 상의 지점을 연결하는 선이다.
일기도에서 온도가 같은 지점을 연결한 선으로 월평균 기온선도에서는 한 달 동안 어떤 지역에서 나타난 모든 기온의 평균을 구하고, 같은 평균값을 가진 지역을 연결해 등온선을 그린다. 일기도에서 같은 위도에 있는 지역이라도 기온이 서로 다를 수 있다. 그래서 곡선을 그린다. 가장 더운 기후를 가진 중위도지역을 가로질러 적도 가까이 그려지는 등온선을 열적도라고 하는데, 이 등온선은 평균 기온이 약 27°C인 지역을 연결한 것이다.

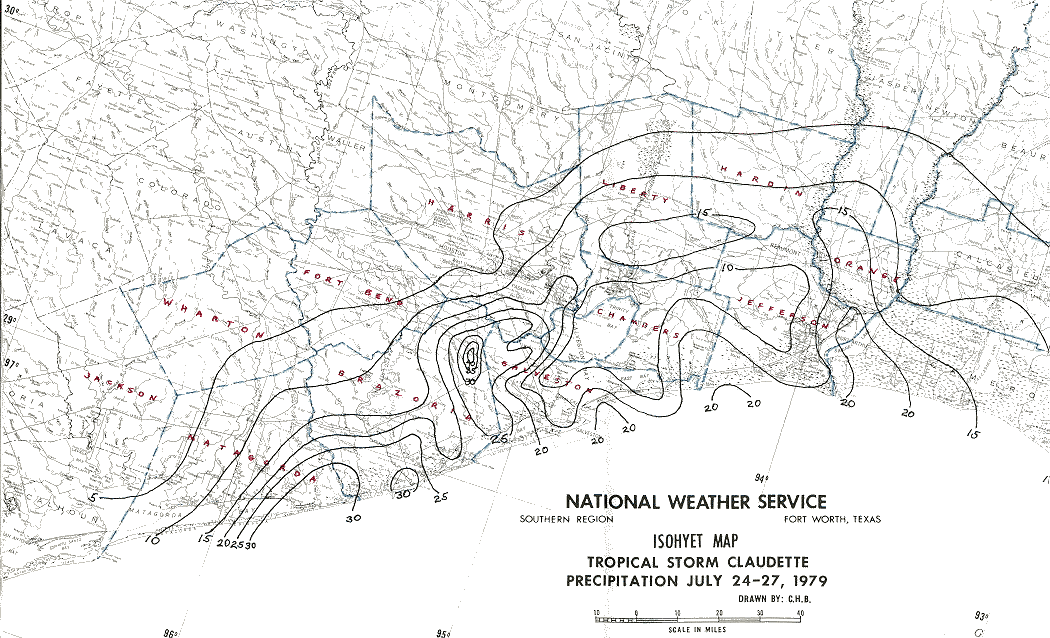
텍사스 주의 등강수량선.
여름의 평균 기온 10 °C를 이은 등온선은 북극 지역을 정의하는 기준이 되기도 한다.
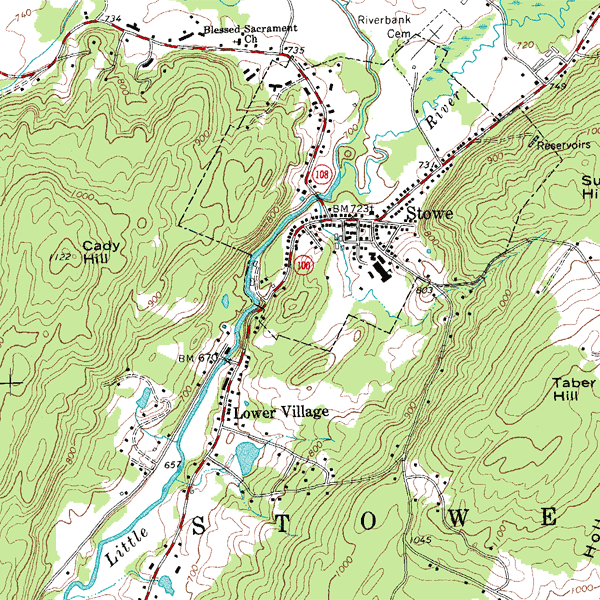
등고선을 이용한 지형도.

## 같이 보기
- 등고선
- 등압선
- 기후도